# Un homme à abattre
Pour plus de détails, voir Fiche technique et Distribution.
Un homme à abattre est un film franco-espagnol réalisé par Philippe Condroyer et sorti en 1967.

## Synopsis
En 1967, à Barcelone, un commando est sur la piste d’anciens officiers nazis. Les membres du commando, Julius, Georges, Nils et Raphaël, ont repéré l’architecte d’origine allemande Fromm qui pourrait bien être Schmidt, un bourreau SS assassin du frère de Julius (père de son neveu Georges). À la recherche de preuves, Julius décide de s’introduire dans l’appartement de Fromm…

## Fiche technique
- Titre original : Un homme à abattre
- Titre espagnol : El Acecho
- Réalisation : Philippe Condroyer
- Scénario : Philippe Condroyer, Mariette Condroyer
- Assistant à la réalisation : Patrick Torok
- Dialogues : Jacques-François Rolland
- Photographie : Jean Penzer
- Son : Paul Boistelle
- Montage : Renée-Claude Lichtig
- Musique : Antoine Duhamel
- Directeurs de productions : Álmos Mező, Pierre Roustang
- Sociétés de production : Carlton Continental (France), Intercontinental Productions (France), Ulysse Productions (France), Producciónes Cinematograficas Teide (Espagne), Urania (Espagne)
- Pays d’origine :  France,  Espagne
- Langue originale : français
- Année de tournage : 1967
- Format : 35 mm — couleur (Eastmancolor) — 1.66:1 — monophonique
- Genre : thriller
- Durée : 90 minutes
- Dates de sortie :
  - France : 10 novembre 1967
  - Espagne : 26 juillet 1968

## Distribution
- Jean-Louis Trintignant : Raphaël
- Valérie Lagrange : Sandra
- André Oumansky : Georges
- Luis Prendes : Julius
- José Maria Angelat : Nils
- Luis Padrós : Schmidt
- Manuel Bronchud : Romain